# Rio Mavuba
Rio Antonio Zoba Mavuba (* 8. března 1984 nebo 16. března 1984, narozen na moři–Atlantský oceán) je bývalý francouzský fotbalový záložník a reprezentant. Po konci kariéry začal pracovat jako expert pro francouzskou televizi RMC Sport.

## Biografie
Jeho otcem byl Mafuila „Ricky“ Mavuba, zairský fotbalista přezdívaný „černý čaroděj“, který byl členem zairského národního týmu na Mistrovství světa ve fotbale 1974 v Západním Německu. Jeho matka byla Angolanka. Rio se narodil během angolské občanské války ve člunu na moři v mezinárodních vodách. V pasu má uvedeno „narozen na moři“. Vyrůstal ve Francii a považuje se za Francouze. Matka mu zemřela, když měl pouhé dva roky, otec skonal, když Riovi bylo čtrnáct let. Francouzské občanství obdržel v září 2004.

## Klubová kariéra

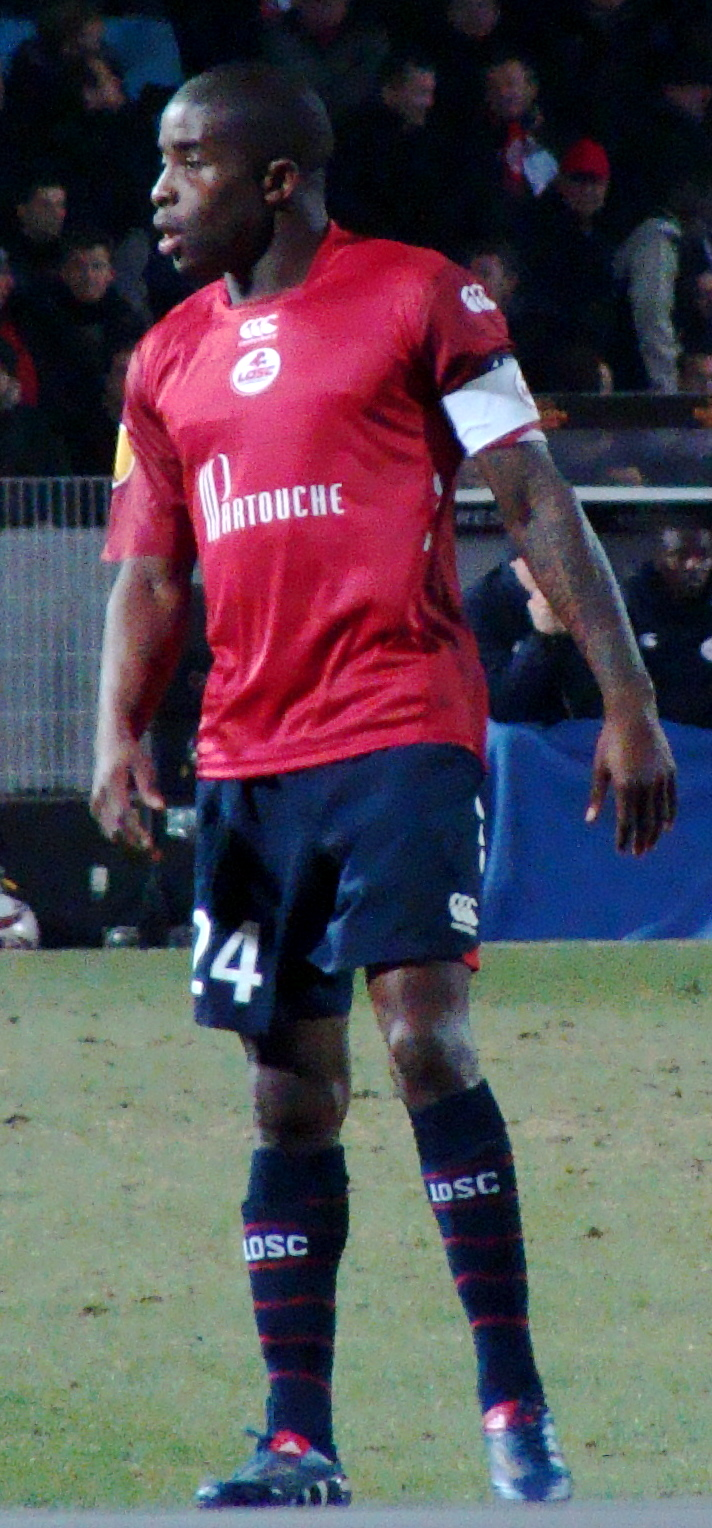
Rio Mavuba v dresu Lille OSC.

Mavuba hrál postupně v klubech Girondins Bordeaux, Villarreal CF a Lille OSC.
Profesionální kariéru zahájil v Girondins Bordeaux, s nímž vyhrál v sezóně 2006/07 Coupe de la Ligue (francouzský ligový pohár) po výhře 1:0 nad Olympique Lyon ve finále. 3. července 2007 podepsal pětiletou smlouvu se španělským prvoligovým týmem Villarreal CF, ale nedokázal se prosadit do základní sestavy. V lednu 2008 odešel na půlroční hostování do Lille OSC, které se po sezóně změnilo v přestup. V Lille zažil nejúspěšnější období v ročníku 2010/11, kdy s týmem vyhrál Ligue 1 i francouzský fotbalový pohár (Coupe de France). V Lille se stal kapitánem týmu.
V červenci 2017 přestoupil z Lille do českého klubu AC Sparta Praha, stal se jeho desátou letní posilou. Podepsal kontrakt na tři roky.

## Reprezentační kariéra
Byl členem francouzského mládežnického výběru U21. Zúčastnil se Mistrovství Evropy hráčů do 21 let 2006 v Portugalsku, kde mladí Francouzi prohráli v semifinále 2:3 po prodloužení s pozdějším vítězem šampionátu Nizozemskem. Na turnaji vstřelil jeden gól, konkrétně 25. května zvyšoval na konečných 3:0 v zápase s Německem.
Od tehdejšího reprezentačního trenéra Demokratické republiky Kongo Clauda LeRoye dostal v roce 2004 nabídku reprezentovat tuto zemi, ale s díky ji odmítl. Chtěl se prosadit ve francouzské reprezentaci.
V A-týmu Francie debutoval pod trenérem Raymondem Domenechem 18. srpna 2004 v přátelském utkání v Rennes proti reprezentaci Bosny a Hercegoviny (remíza 1:1), odehrál první poločas.
Trenér Didier Deschamps jej povolal na Mistrovství světa 2014 v Brazílii. Francouzi vypadli na šampionátu ve čtvrtfinále s Německem po porážce 0:1.

## Úspěchy

### Individuální
- Tým roku Ligue 1 podle UNFP – 2011/12[14]